# The Piece of Lace
The Piece of Lace è un cortometraggio muto del 1910 diretto da Ashley Miller.

## Produzione
Il film fu prodotto dalla Edison Manufacturing Company.

## Distribuzione
Distribuito dalla General Film Company, il film - un cortometraggio in una bobina - uscì nelle sale cinematografiche USA il 3 giugno 1910.